# 苑裡反瘋車
苑裡反瘋車，是一起發生在2010年代臺灣苗栗縣苑裡鎮，反對德商英華威集團（現達德能源）設立大型風力發電機的事件。

## 緣起
由於環保意識的抬頭以及十多年來未曾停歇過的核電爭議，政府亦努力推動再生能源，2012年更提出千架海陸風機的計畫，當中的陸域風機，希望能從目前的330座提升到450座，但現行的330座已相當於每2.6公里就有一座，風機設置上越來越難避開居住區，與居民的衝突，也逐漸增加。
2006年，德商英華威集團的通威公司，提出在苗栗縣竹南、通霄、苑裡，設置31座大型風機的計畫，有條件通過了環評，其中在苑裡鎮將設置9座。但在後續的環境差異分析報告中，苑裡的風機數被逐步增加到了14座，2012年9月召開了施工前說明會，整個事件才開始爆發。

## 抗爭行動
- 2012年10月28日，因為賠償費用談不攏，尤其和解金談不攏，最後就只能坑爭，才有苑裡反瘋車自救會成立，並針對可能受影響的苑港、西平、海岸、房裡四個里的居民進行「反對風力發電機組施設」連署，四個里總人口數7682人，截至2013年1月為止共4281多人表達反對的立場。
- 2013年2月起，英華威開始在警力保護下要施工，因而陸續爆發警民肢體衝突。
- 2013年4月起，陸續有抗議者被依涉嫌強制罪移送法辦，截至2014年1月為止共有34人被起訴，而這種方式也引起法律團體的質疑，因而組成義務律師團協助辯護[3]。
- 2014年4月16日，自救會以路過方式佔領經濟部中庭表達抗議[4]。
- 2016年2月25日，主要領頭20人全判無罪定讞

## 訴求
居民認為風車跟住宅區太近了，國際平均的安全距離470-700公尺相比，苑裡風車與住戶的距離只有60-250公尺，擔憂低頻噪音將造成附近居民的「風車症候群」，要求制訂風機設置的相關規範，明確訂定風機距離民宅的距離。
抗爭期間，多次向三聖水櫃公廟祈願，希望水櫃公保佑順利拆除風機。